# 戀愛二分一
戀愛二分一是香港商業電台的一套廣播劇，由鄧潔明編劇，曾榮獲1994年叱吒903最受歡迎廣播劇。
製作 German 
監製 何利利 
集數 30 
配樂 郭羅以(郭靜) 鐘志榮
主題曲:未完的小說  主唱:彭羚
演出 
夏崇哲(郭富城)
孔尚雪(彭羚)
洛霞(李蕙敏)
SAM(黃偉文)
CINDY(郭靜)
CALVIN(歐陽德勛)
孔母(鄒淑卿)